# ادامو، بخش برززنی
ادامو، بخش برززنی (به لاتین: Adamów, Brzeziny County) در لهستان است که در Gmina Brzeziny, Łódź Voivodeship واقع شده‌است.